# Phytoseiulus persimilis
Phytoseiulus persimilis (Spinnrovkvalster) är en spindeldjursart som beskrevs av Athias-Henriot 1957. Phytoseiulus persimilis ingår i släktet Phytoseiulus och familjen Phytoseiidae. Inga underarter finns listade i Catalogue of Life.